# Cueva de las Ventanas
La cueva de las Ventanas, también de la Ventanilla o de la Campana, es una cueva prehistórica y turística situada en el sur de España, en el término municipal de Píñar de la provincia de Granada (Andalucía). Se ubica justamente bajo los restos del castillo árabe que se alza sobre esta localidad. 
El 23 de noviembre de 2001 fue declarada monumento natural, con un área protegida de 27.91 ha.

## Descripción
Se trata tanto de una cueva turística como de un yacimiento arqueológico. Se encuentra en la última estribación de sierra Arana, a unos 1000 metros de altitud. La temperatura en su interior es de unos 13 grados durante todo el año. 
En la cueva de las Ventanas se han encontrado restos arqueológicos de distintas épocas, empezando por industria musteriense, propia de los neandertales en el Paleolítico medio. Abundan más los restos del Neolítico y también de época histórica.
Además, la parte más profunda de la cueva se ha acondicionado como auditorio de música, consiguiéndose una sonoridad realmente excepcional. En este auditorio se realizan bodas civiles, la primera el 12 de junio de 2010.
Cerca de esta cueva se encuentra la Cueva de la Carihuela (o Carigela), otro yacimiento que es de gran importancia en los estudios de neardentales. No es accesible de forma fácil para el público.

## Accesibilidad
Actualmente la cueva se encuentra acondicionada para su visita, incluso por discapacitados en una gran parte del recorrido. La visita se realiza desde el pueblo de Píñar donde existe un servicio organizado de traslado a la misma, ya que no es posible acceder con vehículos privados al entorno de la cueva. El tiempo de visita estimado es de una hora.